# Matsumaezuke
Matsumaezuke (松前漬け?) è un piatto di sottaceti tipico di Matsumae in Hokkaidō.
È costituito da ingredienti freschi di Hokkaidō. Il surume (calamaro essiccato) e l'alga konbu vengono puliti con un panno umido e poi tagliati a strisce sottili con le forbici. Le kazunoko (uova di aringa) sono tagliate a pezzettini e unite a carote e zenzero alla julienne. Questi ingredienti vengono poi mescolati con una mistura bollita di sake, salsa di soia e mirin. Si possono aggiungere alcune fette di peperone rosso. La miscela viene conservata in un luogo fresco per una settimana prima di consumarla.